# Pont de Särkänsalmi
Le pont de Särkänsalmi (finnois : Särkänsalmen silta) est un pont à  Naantali en Finlande.

## Présentation
Le pont de Särkänsalmi est un pont d'environ 240 mètres de long situé sur la route régionale 189 (Rymättyläntie) à Naantali.
Le pont relie l'ile Luonnonmaa et l'île Särkä, à partir de laquelle une route relie l'île d'Otava, l'île principale de Rymättylä et de Merimasku.
Avant les fusions municipales de 2009, le pont était à la frontière entre Naantali et Merimasku.
La profondeur de la voie navigable sous le pont est de 5 mètres et la hauteur libre du pont est de 16,5 mètres.
En mai 2022, le Centre pour le développement économique, les transports et l'environnement de Finlande-Propre] a construit une voie piétonne et cyclable sur le pont de Särkänsalmi sur la route régionale 189 en coopération avec la ville de Naantali.

## Galerie

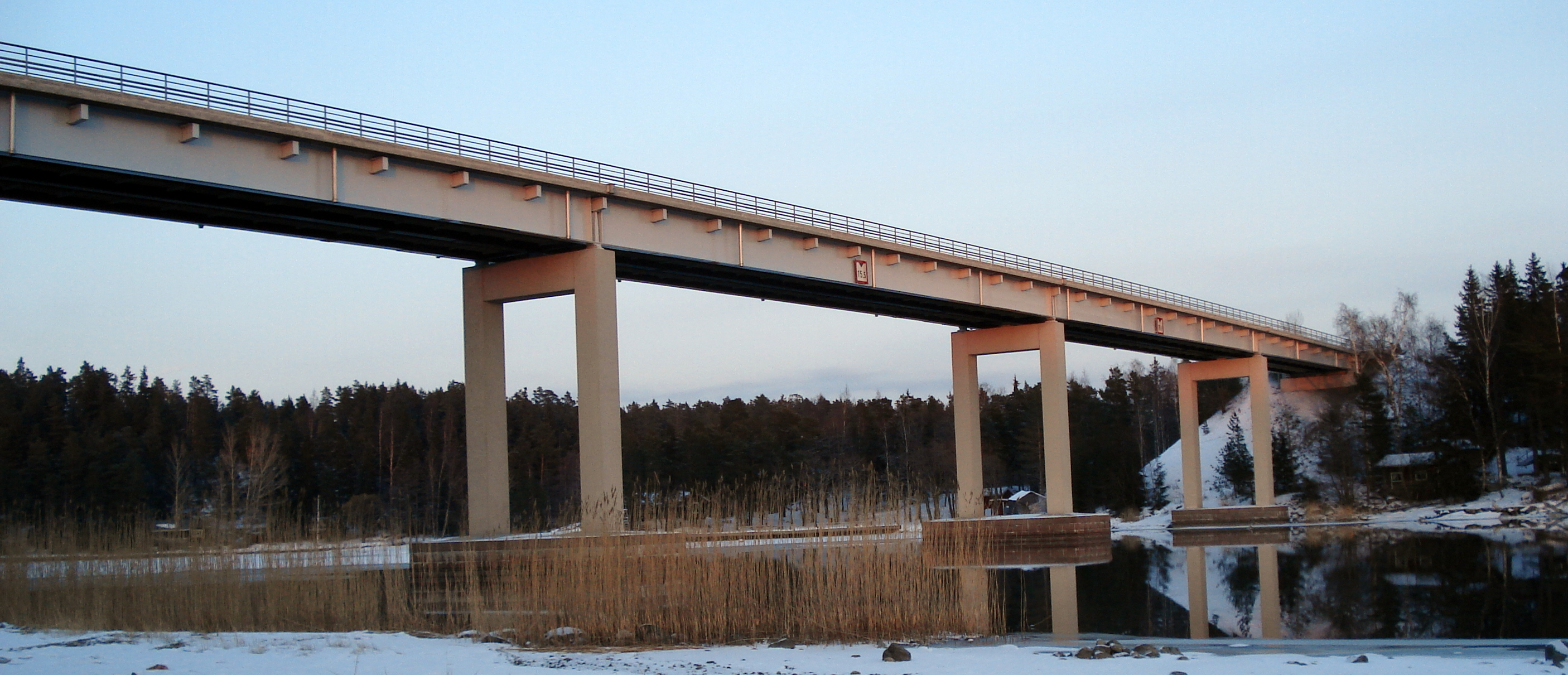
Le pont Särkänsalmi. Au premier plan se trouve l'île d'Otava et de l'autre côté du détroit se trouve l'île de Luonnonmaa.